# Simone Hausladen
Simone Hausladen  (* 26. Juli 1977 als Simone Feldbauer in Roding) ist eine deutsche Schriftstellerin. Sie veröffentlichte zunächst humorvolle Unterhaltungsromane und ist heute vor allem im Krimigenre tätig.

## Leben und Arbeit
Nach dem Abitur im Jahr 1996 absolvierte Simone Hausladen ein Volontariat bei der Straubinger Zeitung und arbeitete anschließend als Redakteurin. Ergänzend besuchte sie die Akademie der Bayerischen Presse. Im Jahr 2002 schloss sie eine Zusatzausbildung im Bereich Psychologie an den Paracelsus Schulen mit der Heilerlaubnis für das Gebiet der Psychotherapie ab. 2007 absolvierte sie eine Weiterbildung in Key Account Management und Kundenbindung an der Universität St. Gallen in der Schweiz.
Im Laufe ihrer beruflichen Karriere war Hausladen in verschiedenen Bereichen tätig, darunter als psychologische Beraterin in Selbstständigkeit sowie als Marketing- und Kommunikationsbeauftragte in Unternehmen.
Hausladen lebte und arbeitete unter anderem in Zürich, Shanghai und Münster, wo sie seit 2021 mit ihrer Familie lebt. Hausladen wurde 1977 als erstes von vier Kindern geboren. Sie wuchs in Bayern auf und studierte in Betriebswirtschaftslehre in Regensburg bevor sie ein Volontariat beim Straubinger Tagblatt in der Lokalredaktion Cham/Roding absolvierte.
Simone Hausladen begann während ihres Aufenthalts 2010 in Shanghai mit dem Schreiben. Ihr erster Roman Backe, Backe Ehemann erschien 2014. Seither veröffentlichte sie mehrere Romane, darunter auch Kriminalromane mit psychologischem Schwerpunkt. Neben belletristischen Arbeiten schrieb sie Artikel für das Schweizer Magazin Doppelpunkt und Reportagen für das Straubinger Tagblatt.

## Veröffentlichungen
- Backe, backe Ehemann. SWB Verlag, 2014. ISBN 978-3-944264-40-0
- Ausgerechnet heute. SWB Verlag, 2017. ISBN 3-946686-24-9
- 111 Orte für Kinder in Zürich, die man gesehen haben muss. Emons Verlag, 2020 und 2024. ISBN 3-7408-0988-4
- Minestrone um Mitternacht. Emons Verlag, 2023. ISBN 978-3-7408-1735-0
- Das Münster Komplott – Der Tod kommt nach dem Kramermahl. Gmeiner Verlag, 2025. ISBN 978-3-8392-0851-9

## Verweise
- Autorinnenprofil bei Gmeiner Verlag Abgerufen am: 3. Juni 2025
- Autorinnenprofil bei Emons Verlag Abgerufen am: 3. Juni 2025
- Offizielle Website von Simone Hausladen Abgerufen am: 3. Juni 2025
- DNB 1052023304 – Katalogeintrag der Deutschen Nationalbibliothek

| Personendaten    | Personendaten             |
| ---------------- | ------------------------- |
| NAME             | Hausladen, Simone         |
| KURZBESCHREIBUNG | deutsche Schriftstellerin |
| GEBURTSDATUM     | 26. Juli 1977             |
| GEBURTSORT       | Roding                    |